# Гундоров, Юрий Иванович
Князь Юрий Иванович Гундоров — воевода и наместник в правлении Василия III Ивановича и Ивана IV Васильевича Грозного.
Из княжеского рода Гундоровы. Второй сын князя Ивана Фёдоровича Большого Гундора и княгини Евфимьи. Имел братьев, князей: Василия по прозванию Немая Тетерька, бездетного Ивана (Гордея) и Семёна Ивановичей.

## Биография

### Служба Василию III Ивановичу
В 1528 году сперва второй, а после первый воевода в Мещере. В 1533 году сперва второй воевода, потом был третьим и четвёртым воеводой Передового полка в Туле, а после роспуска "больших воевод" оставлен там годовать 4-м воеводой.

#### Служба Ивану IV Васильевичу Грозному
В 1534 году упомянут наместником и вторым воеводой в Туле. В 1535 году второй воевода в Серпухове. После получения сообщения о нападении литовцев на Гомье и высылке из него русского воеводы князя Д. Щепина направлен в Брянск с полком правой руки 3-м воеводою. В 1536 году второй воевода в Туле. В 1541 году, в связи с приходом к Мурому и Владимиру казанского хана Сафа-Гирея послан сперва во Владимир 1-м воеводою Сторожевого полка, а потом второй воевода Передового полка. В феврале 1542 года, после ухода "больших воевод" в Москву отправлен третьим воеводой в Шую на случай нападения казанских татар, а по сходу воевод указано ему быть воеводой Сторожевого полка. В этом же году, в марте сделал вклад в Троице-Сергиев монастырь 50 рублей и ходил с Передовым полком 2-м воеводою во Владимир. В 1543 году второй воевода войск правой руки во Владимире. В марте 1545 года четвёртый воевода первого Большого полка в Казанском походе. В апреле 1549 года четвёртый воевода Большого полка в шведском походе.
Завещал по духовной грамоте своему брату Семёну Ивановичу половину своих вотчин в Суздальском уезде, с условием передачи их после его смерти Рождественскому монастырю, что и было исполнено в мае 1564 года.
По родословной росписи показан бездетным.